# HMS Aldenham (L22)
L'HMS Aldenham (pennant number L22) fu un cacciatorpediniere di scorta della Royal Navy britannica, appartenente alla classe Hunt ed entrato in servizio nel febbraio 1942.
Attiva durante la seconda guerra mondiale, l'unità operò nel teatro del Mediterraneo prendendo parte in particolare alla battaglia di mezzo giugno, allo sbarco in Sicilia, alla campagna del Dodecaneso e allo sbarco nel sud della Francia. Dislocata nella regione del Mar Adriatico fin dal maggio 1944, la nave affondò il 14 dicembre 1944 al largo di Magresina per l'urto con una mina navale.
L'Aldenham fu l'ultimo cacciatorpediniere della Royal Navy ad andare perduto in azione durante la seconda guerra mondiale.

## Storia
Ordinata ai cantieri navali della Cammell Laird di Birkenhead il 4 luglio 1940 e impostata il 22 agosto di quell'anno, la nave fu varata il 27 agosto 1941 con il nome di HMS Aldenham, prima e unica unità della Royal Navy a portare questo nome, entrando poi in servizio il 5 febbraio 1942.
Inizialmente assegnato in forza alla Home Fleet e di base a Scapa Flow, nel marzo 1942 l'Aldenham fu riassegnato alla Mediterranean Fleet e il 24 del mese salpò dal Regno Unito per compiere il lungo periplo dell'Africa, agendo nel mentre come unità di scorta al convoglio WS17 diretto a Freetown. Il 27 marzo l'Aldenham, in gruppo con altri tre cacciatorpediniere britannici, partecipò all'affondamento tramite bombe di profondità del sommergibile tedesco U-587 a ovest dell'isola di Ouessant; dopo l'arrivo del WS17 a Freetown il 6 aprile, il cacciatorpediniere ripartì in coppia con il gemello HMS Grove dirigendo per Alessandria d'Egitto via Città del Capo, Durban, Mombasa e Aden, arrivando a destinazione il 13 maggio.
Assegnato in forza alla 5th Destroyer Flotilla, l'Aldenham fece base a Tobruch per operare nella parte orientale del Mar Mediterraneo in missioni di scorta e pattugliamento. L'11 giugno 1942 il cacciatorpediniere fu assegnato alla scorta del convoglio MW11C diretto a Malta, prendendo quindi parte alla battaglia di mezzo giugno contro le forze aeronavali dell'Asse fino al 17 giugno seguente: l'unità affrontò ripetuti attacchi aerei e di motosiluranti, ma non riportò alcun danno nello scontro. Trasferitosi nella base di Alessandria, l'Aldenham partecipò nel luglio 1942 a varie missioni lungo la costa libico-egiziana con le altre unità della sua flottiglia, in particolare bombardando Marsa Matruh l'11 luglio e la base aerea di El Daba il 29 luglio; tra il 12 e il 14 settembre invece il cacciatorpediniere fu impegnato negli eventi dell'operazione Agreement, un fallito tentativo di conquistare Tobruch con uno sbarco dal mare da parte delle forze britanniche, respinte con pesanti perdite.
Dopo altre missioni di routine nel Mediterraneo orientale, tra il 16 e il 18 novembre l'Aldenham partecipò all'operazione Stone Age scortando con successo il convoglio MW13 a Malta, per poi continuare nei mesi seguenti con varie missioni di scorta a navi mercantili tra Malta, Bengasi, Tripoli e Alessandria; nell'aprile 1943 il cacciatorpediniere dovette essere messo in cantiere ad Alessandria per riparare i danni subiti a seguito di un incaglio nel golfo di Sollum. In maggio l'unità partecipò agli eventi della campagna di Tunisia prendendo parte al blocco navale allestito della forze alleate nella zona di Capo Bon, oltre a cannoneggiare il porto di Kélibia e a sbarcare un contingente di truppe sull'isola di Zembra. Ai primi di luglio invece il cacciatorpediniere fu assegnato all'operazione Husky, l'invasione della Sicilia da parte degli Alleati: come parte dell'Escort Group P, l'Aldenham fornì scorta e protezione antisommergibile alle unità dirette alla testa di ponte britannica tra Capo Passero e Noto; nel settembre 1943 l'Aldenham fu invece impiegato nell'operazione Slapstick, lo sbarco delle forze britanniche a Taranto dopo l'avvenuta capitolazione dell'Italia.
Ai primi di ottobre il cacciatorpediniere fu inviato nel Mar Egeo per prendere parte agli eventi della campagna del Dodecaneso, compiendo vari bombardamenti costieri e missioni di intercettazione del traffico nemico nella zona fino ai primi di dicembre, quando fu richiamato ad Alessandria per sottoporsi a un ciclo di lavori di manutenzione. Nel gennaio 1944 la nave fu riassegnata alla 22nd Destroyer Flotilla e trasferita nella base di Algeri, compiendo poi varie missioni di scorta al traffico alleato nel Mediterraneo centrale; in maggio l'Aldenham si trasferì nella base di Bari per operare nel Mar Adriatico, anche se in luglio fu richiamato nel Mediterraneo centrale per partecipare agli sbarchi nel sud della Francia (operazione Dragoon). Rientrato in Adriatico il 17 agosto, il cacciatorpediniere fu intensamente impegnato in varie operazioni nel bacino, compiendo missioni di pattugliamento, sbarco di informatori, intercettamento del traffico nemico e di bombardamento costiero in appoggio ai partigiani dell'Esercito Popolare di Liberazione della Jugoslavia.
Il 13 dicembre 1944 l'Aldenham, in coppia con il cacciatorpediniere HMS Atherstone, lasciò la base alleata sull'isola di Isto per andare a bombardare il giorno seguente le postazioni tedesche nei pressi di Carlopago e sbarcare alcuni ufficiali jugoslavi sull'isola di Pago. Mentre rientrava a Isto da Pago nel pomeriggio del 14 dicembre, l'Aldenham urtò una mina nella posizione 44º 30' N, 14º 45' E (circa 30 miglia nautiche a nord-ovest di Zara, nei pressi dell'isola di Magresina) e affondò rapidamente con gravi perdite umane tra il suo equipaggio (122 o 126 morti).